# (4694) Festou
(4694) Festou – planetoida z pasa głównego asteroid okrążająca Słońce w ciągu 4,48 lat w średniej odległości 2,72 j.a. Odkrył ją Edward Bowell 14 sierpnia 1985 roku w Stacji Anderson Mesa należącej do Lowell Observatory. Została nazwana na cześć Michela C. Festou – astronoma i badacza komet z Observatoire Midi-Pyrénées w Tuluzie.